# Rafael García García
Rafael García García (nacido el 14 de enero de 1986 en Ciudad Real, España) es un futbolista español que juega de centrocampista defensivo actualmente en las filas del Club Deportivo Manchego Ciudad Real de la Tercera División. 

## Trayectoria
Este jugador nacido en Ciudad Real y criado en la cercana pedanía de Las Casas, tuvo como primer club el Albacete Balompié, en el que se formó en sus categorías inferiores. Regresó un año a su ciudad natal, para después pasar a los equipos inferiores del Real Madrid y finalmente al Getafe B.
Con el primer equipo del Getafe llegó a realizar alguna pretemporada, pero prefirió enrolarse en las filas del Rayo Vallecano B para completar su formación debido a las buenas referencias que tenía de su cantera.
En la temporada 2009/10, con el traspaso de Mohamed Diamé al Wigan Athletic y tras realizar la pretemporada entre el primer equipo y el Rayo Vallecano B, convence al técnico Pepe Mel y éste decidió incorporarle a la plantilla del Rayo Vallecano. Durante su primera temporada en la primera plantilla alterna titularidad con Movilla o Michel en el centro del campo.
En la temporada 2010/2011 pierde presencia en el equipo titular, pero es parte importante en el ascenso del Rayo Vallecano de José Ramón Sandoval a la primera división.
En la temporada 2011/2012 comienza la temporada en el Rayo Vallecano en Primera División completando toda la primera vuelta y jugando 4 partidos. En el mercado invernal, es cedido al Xerez Club Deportivo en el que jugaría un total de 18 partidos en la segunda vuelta de la Segunda División.
Es un mediocentro que destaca por su altura y fuerza. Se adapta igualmente a la zona defensiva como central, posición en la que tanto Pepe Mel como José Ramón Sandoval le han hecho jugar para poder sacar jugado el balón desde atrás con criterio. Es un buen receptor de los centros altos para iniciar el juego desde el suelo posteriormente. Además tiene un buen golpeo de balón desde la frontal que ya le ha permitido estrenarse como goleador.
Ante el interés del club andaluz fue cedido de nuevo por parte del Rayo al Xerez. Sin embargo, el 8 de octubre de 2012 el club jerezano anuncia que se ha descubierto una anomalía en el corazón del jugador, por lo que debe dejar el fútbol de forma preventiva a la espera de nuevos estudios médicos. Poco después se descarta cualquier tipo de problemas y vuelve a jugar normalmente, siempre como titular en el mediocentro del Xerez.
Tras el descenso de su equipo, se reincorpora al Rayo Vallecano, propietario de sus derechos.
El 5 de agosto de 2013, se oficializa su fichaje por el Club Deportivo Lugo. Participa en 25 encuentros (23 de liga y dos de copa) destacando por su juego aéreo. Se convierte en el centrocampista comodín a la hora de amarrar los partidos, adelantando ligeramente su posición para presionar por delante de la línea de centrocampistas defensivos del Lugo.
El 27 de junio de 2014, se confirma que el Club Deportivo Lugo no le renovará el contrato, por lo que el jugador quedará libre. Esta es la opinión del jugador al respecto: "Por mis sensaciones, pensaba que el Lugo me iba a ofrecer seguir un año más porque consideraba que ellos estaban contentos conmigo y yo me sentía a gusto en el equipo".
Tras desvincularse del Lugo C.F. en julio de 2014 fichó por el FC Dinamo Tbilisi, emprendiendo su primera aventura internacional y formando parte del equipo más laureado de la Liga Georgiana, actual campeón y con él jugó unos minutos en la UEFA Champions League. Tras ser eliminados, el conjunto georgiano despidió a 12 jugadores. Rafa, fichó entonces por el Alavés. 
En las temporadas 2015/16 y 2016/17 juega en el Reus Deportiu, la última de ellas en 2ª División. 
Rescindió contrato con el club catalán en enero de 2017, fichando por el Racing Club de Ferrol a comienzos de marzo de 2017.
En octubre de 2017 ficha por el CD Badajoz, donde disputa la temporada en Segunda B.
El 28 de septiembre de 2018 se anuncia su fichaje por el CD Manchego, equipo de su ciudad natal que milita en Tercera División, con el que completa la temporada 2018-19.

## Clubes
| Club                          | Categoría                 | Temporada | Partidos | Goles |
| ----------------------------- | ------------------------- | --------- | -------- | ----- |
| Real Madrid juvenil           | División de Honor Juvenil | 2001-2005 | S/D      | S/D   |
| UD San Sebastián de los Reyes | Segunda División B        | 2005-2006 | 4        | 0     |
| Getafe B                      | Tercera división          | 2006-2008 | S/D      | S/D   |
| Rayo Vallecano B              | Tercera división          | 2008-2009 | S/D      | S/D   |
| Rayo Vallecano                | Segunda división          | 2009-2010 | 24       | 1     |
| Rayo Vallecano                | Segunda división          | 2010-2011 | 17       | 0     |
| Rayo Vallecano                | Primera división          | 2011-2012 | 4        | 0     |
| Xerez CD                      | Segunda división          | 2011-2012 | 18       | 0     |
| Xerez CD                      | Segunda división          | 2012-2013 | 21       | 0     |
| CD Lugo                       | Segunda división          | 2013-2014 | 25       | 0     |
| FC Dinamo Tiflis              | Umaglesi Liga             | 2014-2015 | 1        |       |
| Deportivo Alavés              | Liga Adelante             | 2014-2015 | 21       | 1     |
| Club de Futbol Reus Deportiu  | Segunda División          | 2015-2017 | 0        | 0     |
| Racing Club de Ferrol         | Segunda División B        | 2017      | 9        | 0     |
| Club Deportivo Badajoz        | Segunda División B        | 2017-2018 | 16       | 0     |
| CD Manchego Ciudad Real       | Tercera División          | 2018-2019 | 28       | 0     |